# Raffaele Casimiri
Raffaele Casimiri (født 3. november 1880 i Gualdo Tadini, død 15. april 1943 i Rom) var en italiensk komponist.
Casimiri var fra 1911 leder af det Sixtinske Kapel, skrev kirkemusik og nogle verdslige kor, men har navnlig ry som kordirigent og fornyer af gammel italiensk kirkemusik; han udgav blandt andet Tresore delle melodie religiose populari dei seculi XV e XVI. Giovanni Pierluigi da Palestrina (1918), Orlando di Lasso (1920) og Ercole Bernabei (1920).